# ایسناده

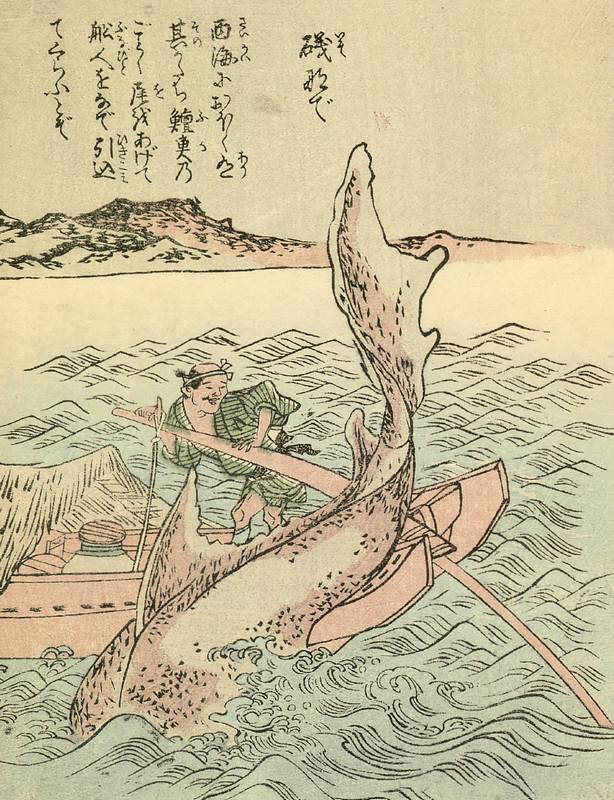
ایزناده

ایسُناده (به معنی "زنندهٔ کرانهٔ دریا") هیولای دریائی غول پیکر و کوسه-مانند است که گفته می‌شود در نزدیکی ماتسوئورا و جای‌هائی دیگر در غرب ژاپن. وقتی این هیولا هویدا می‌شود، بادهای ژیانی می‌وزد.
بدن این هیولا هیچوقت دیده نشده است، چرا که او همیشه زیر موج‌ها پنهان می‌شود. او به صورت مخفیانه به قایق‌ها نزدیک می‌شود و سپس با دم قلاب‌دار و خاردارش ملوانان را کشیده و در آب می‌اندازد و سپس آنها را می‌بلعد.
گاهی هم دم خود را برای واژگون کردن کشتی‌ها، یا هجوم به ساحل و کشتن مردم را به کار می‌برد.